# Miloš Kruml
Miloš Kruml (* 24. srpna 1946, Ráj, Golčův Jeníkov) je odborný a vědecký pracovník památkové péče v Praze a ve Vídni.

## Život
Miloš Kruml maturoval v roce 1964 v Kutné Hoře. V letech 1965–1971 vystudoval Stavební fakultu ČVUT v Praze (diplomová práce Památkové rekonstrukce, vedoucí doc. Josef Švastal, dr. Vilém Lorenc). V letech 1970–1974 studoval dějiny umění a estetiky na Filozofické fakultě Univerzity Karlovy. Studium architektury na Technické univerzitě ve Vídni v letech 1985–1989 ukončil disertační prací Středověké město jako souborné dílo a památka.
Odborně se specializuje především na historický urbanismus (zejména středověkých měst). Přitom spolupracoval s Vilémem Lorencem a Zdeňkem Horským. Od roku 1971 působil jako památkový architekt na Pražském středisku státní památkové péče a ochrany přírody. Od roku 1981 žije ve Vídni, kde jako památkář působil na Magistrátu. V letech 1992–2001 vedl referát ochrany obrazu města a chráněných zón.
V letech 1989–1992 byl asistentem na Institutu dějin umění a památkové péče na Technické univerzitě ve Vídni (prof. Manfred Wehdorn).
Je členem Klubu Za starou Prahu (člen domácí rady 1975–1982 a 1991–1992). V roce 2010 mu bylo uděleno čestné členství. Přednáší zde v rámci cyklu Hovory o Praze. Je viceprezidentem Österreichische Gesellschaft für Denkmal- und Ortsbildpflege (ÖGDO). Publikuje v časopisu společnosti Steine Sprechen.

## Ocenění
V roce 2001 získal cenu prezidenta Theodora Körnera v oboru vědy a kultury za památkářskou činnost.